# Test de pénétration du mucus cervical
Le test de pénétration du mucus cervical, ou test de compatibilité glaire-sperme, est un test étudiant l’interaction des spermatozoïdes du conjoint et de la Glaire cervicale de la conjointe. Dans la majorité seul ce test est effectué, si aucune anomalies n'est détecté l'investigation médicale cesse.
Le test est dit croisé s'il est réalisé entre : le sperme du conjoint et la glaire cervicale de la conjointe, le sperme du conjoint et la glaire cervicale témoin (humaine, ou animale -bovine-, ou gel), le sperme d'un homme témoin et la glaire cervicale de la conjointe, le sperme d'un homme témoin et la glaire cervicale témoin
Il se rapproche dans la pratique d'un Test de Hühner ou test post-coïtal (TPC) à la différence que la mise en contact du sperme avec la glaire cervicale, peut se faire avec du sperme et de la glaire témoins. Cela va permettre de préciser la part relative de chaque conjoint dans l'infertilité du couple.
Il existe trois tests de pénétration du mucus cervical :
- le test sur lame simplifiée[3]
- le test de contact mucus cervical - sperme

Ces deux examens sont utilisés en routine clinique car ils permettent d'obtenir des informations de bases. De plus ils permettent d'avoir une approche qualitative sur la pénétration du sperme dans le mucus.
- le test de tube capillaire[3] : ce dernier est moins couramment utilisé en routine, il donne une indication semi-quantitative de pénétration du sperme dans le mucus, il est aussi appelé test de Kremer.

## Contenu
Le résultat doit faire état : pour la patiente : du jour du cycle et de la dilatation du col ; pour le mucus à tester : l'abondance, la filance, la transparence ; pour les spermes (témoins et à tester) : la numération des spermatozoïdes, la mobilité des spermatozoïdes, en particulier après 1 à 4 heures d'interaction, l'orientation dans la glaire
Les données apportées doivent comporter : pour la pénétration : la rapidité, la distance parcourue, la densité ; ainsi que la survie des spermatozoïdes (en particulier après six heures).

## Test sur lame simplifiée

### Mécanisme[2]
Il s'agit d'étudier l'interaction entre le sperme du conjoint et la glaire cervicale de la conjointe. C'est en cela qu'il est simple, l'interaction étudiée ne fait pas intervenir de témoins. Pour la réalisation de ce test il faut préalablement faire les analyses classiques pour le sperme (spermogramme et spermocytogramme) et le mucus (à savoir une glaire cervicale préovulatoire avec un score de Insler supérieur à 10/15), ainsi qu'observer pour le couple une période d'abstinence de 3-5 jours (normes mondiales de l'OMS), au-delà de l'abstinence la période ne doit comprendre aucune éjaculation afin d'éviter un moindre volume de sperme et une moindre densité de spermatozoïdes,.
Une goutte de mucus cervical est déposée sur une lame et une goutte de sperme est déposée de chaque côté de la lamelle (qui va entrer en contact avec la lame) et en contact avec le bord.
Le sperme va venir interagir avec le mucus au centre de la lame par la force capillaire, créant ainsi une interface visible entre le mucus et le sperme. Cette préparation va être incubée dans une étuve pendant une demi-heure à la température physiologique humaine (37 °C).
Après quelques minutes de contact des projections en forme de doigts se présentent, elles sont également appelées phalanges de fluide séminales, elles vont entrer dans le mucus. La majorité des spermatozoïdes vont pénétrer cette phalange avant d'entrer en contact avec le mucus.
Après pénétration dans le mucus les spermatozoïdes se séparent de manière stochastique et migrent au hasard. Ils peuvent retourner dans la goutte de sperme au bord de la lamelle, ou s'enfoncer plus profondément dans le mucus. Cependant le mucus va imposer une limite à la migration due aux débris cellulaires ou aux leucocytes.

### Informations apportées
Ces informations sont celles de la Organisation mondiale de la santé (WHO : World Health Organization en anglais) de 1992 :
| Résultat normal      | Résultat normal | Les spermatozoïdes ont pénétré et sont présents dans le mucus, plus de 90 % possèdent un mouvement progressif s'inscrivant dans la durée.                                        |
| Résultat médiocre    | Les spermatozoïdes ont pénétré et sont présents dans le mucus, leur progression est inférieure à 500μm (soit environ 10 fois la longueur d'un spermatozoïde) depuis l'interface. | Les spermatozoïdes ont pénétré et sont présents dans le mucus, leur progression est inférieure à 500μm (soit environ 10 fois la longueur d'un spermatozoïde) depuis l'interface. |
| Pénétration anormale | Les spermatozoïdes ont pénétré et sont présents dans le mucus, mais ils sont statiques ou avec un mouvement d'agitation saccadé sur place (shaking).                             | Les spermatozoïdes ont pénétré et sont présents dans le mucus, mais ils sont statiques ou avec un mouvement d'agitation saccadé sur place (shaking).                             |
| Test anormal         | Aucun spermatozoïde n'est présent dans le mucus cervical, les spermatozoïdes sont bloqués le long de l'interface qu'il y est présence de phalanges de fluide séminale ou non.    | Aucun spermatozoïde n'est présent dans le mucus cervical, les spermatozoïdes sont bloqués le long de l'interface qu'il y est présence de phalanges de fluide séminale ou non.    |

Le test va donc apporter simplement ces informations permettant en cas de résultat anormal ou médiocre de poursuivre les investigations par un test de contact mucus cervical - sperme ou un test du tube capillaire.

### Utilisation des échantillons
Si le but du test est de détecter une anomalie d'origine féminine (anomalie de la glaire cervicale), un seul échantillon de sperme est utilisé pour plusieurs de glaire cervicale.
De même, si l'objectif du test est de détecter une éventuelle anomalie d'origine masculine (anomalie du sperme), plusieurs échantillons de sperme sont utilisés pour un seul de glaire cervicale.

## Test de contact mucus cervical - sperme

### But
Aussi appelé S - CMCT (Sperm - Cervical Mucus Contact Test), il a pour intérêt de détecter la présence (de manière indirecte) d'anticorps anti-spermatozoïdes dans le mucus cervical ou dans le liquide séminal. La liaison d'anticorps de type IgA va notamment être la cause d'une inhibition de la pénétration et de la migration.

### Mécanisme[2]
Il répond aux mêmes précautions que le test sur lame simplifiée.
Sur une lame est déposé en quantité égale (de 10 à 50 μL) : de la glaire cervicale pré-ovulatoire, et du sperme frais sur un côté de la lame. Les deux sont mélangés. Une autre goutte de sperme est déposée à l'extrémité opposée de la première sur la lame. Chacun des gouttes de sperme va être recouverte d'une lamelle. La préparation obtenue est incubée dans une chambre humide, puis trente minutes à température ambiante.
Après cette période est évalué le pourcentage de spermatozoïdes présentant un mouvement rapide est vigoureux sur place : c'est le shaking rapide. Le shaking est un phénomène traduisant un mouvement frémissant des spermatozoïdes sur place,. Entre dans cette catégorie les spermatozoïdes avec une progression lente ou un déplacement intermittent, n'entre pas dans le comptage les spermatozoïdes avec une faible agitation ou présentant une immobilité. La goutte de sperme préalablement déposée à l'extrémité de la lame sert de témoin.
L'autre catégorie de spermatozoïdes est celle des spermatozoïdes mobiles, comprenant ceux qui avancent ou bougent par à-coup.

### Interprétation
Si un pourcentage élevé de spermatozoïdes avec un mouvement de shaking est présent cela traduit une incapacité de pénétration du mucus, et donc une incapacité à atteindre l'ovocyte (qui est au niveau du pavillon du Tube utérin lors de la période de fécondation).
| Négatif            | 0 à 25 % de shaking   |
| Faiblement positif | 26 à 50 % de shaking  |
| Positif            | 51 à 75 % de shaking  |
| Fortement positif  | 76 à 100 % de shaking |

Lorsque le test réalisé s'avère normal (aucune anomalie détecté), le personnel médical va réaliser un test croisé, permettant ainsi de détecter la part relative de chaque conjoint dans l'infertilité du couple.
Cependant, il arrive qu'un pourcentage élevé de spermatozoïdes avec un phénomène de shaking ne soit pas forcément révélateur de la présence d'anticorps anti-sperme, des réactions peuvent induire des biais de spécificité.

## Test de tube capillaire

### But
Également appelé Test de Kremer, il a pour objectif de d'évaluer la pénétration des spermatozoïdes dans une colonne de mucus cervical d'un tube capillaire (le plus souvent rectangulaire)

### Mécanisme[2]
Dans le tube capillaire est inséré la glaire cervicale de la patiente (ou de la femme témoin), une extrémité de celui-ci est bouché. Par la partie ouverte le sperme du conjoint (ou de l'homme témoin) est introduit, puis le capillaire est de nouveau fermé.
La préparation obtenue est placée à l'incuvation dans une plaque de Pétri pendant une heure à température du corps humain.

### Interprétation
Plusieurs caractéristiques sont évaluées durant ce test : la distance de migration, la densité de pénétration, la réduction de migration et la présence de spermatozoïdes mobiles. Ceux-ci sont évaluées une, deux, ou quatre heures après l'incubation, elles sont également relues le lendemain, pour tester la présence de spermatozoïdes ayant migré plus loin.

#### Distance de migration
Il s'agit de la distance entre l'entrée du réservoir du sperme et les spermatozoïdes ayant migré le plus loin dans le capillaire.

#### Densité de pénétration
Elle s'évalue à 1 et 4,5 cm de l'entrée du réservoir de sperme. À chacun de ces points le nombre moyen de spermatozoïdes est évalué. La moyenne de ses estimations s'exprime dans plusieurs classes de pénétration spécifiques à la classification du test.

#### Réduction de migration
Il s'agit de la différence de pénétration du point 1 cm et du point 4,5 cm. Elle s'exprime par différence entre les deux valeurs numériques.

#### Mobilité
La totalité des spermatozoïdes mobiles ou immobiles est évaluée.

## Tableau récapitulatif
| Spermatozoïdes : conjoint testé + Glaire cervical : femme témoin | Spermatozoïdes : conjoint testé + Glaire cervical : femme conjointe testée | Spermatozoïdes : homme témoin + Glaire cervicale : femme conjointe testée | Interprétation |
| ---------------------------------------------------------------- | -------------------------------------------------------------------------- | ------------------------------------------------------------------------- | --- |
| +                                                                | +                                                                          | +                                                                         | Les spermatozoïdes et la glaires sont physiologiques et opérationnels. Examens complémentaires : - Recherche d'une inflammation du col de l'utérus (Cervicite) - Recherche d'une éventuel problème de la technique coïtale                                                  |
| Négatif ou déficient                                             | Négatif ou déficient                                                       | +                                                                         | Les spermatozoïdes du conjoint sont déficients et non fonctionnels. Examens complémentaires : - Recherche d'une immunisation anti-spermatozoïdes chez l'homme |
| +                                                                | Négatif ou déficient                                                       | Négatif ou déficient                                                      | La glaire cervicale de la conjointe est déficiente et non fonctionnelle, et cela n'est pas spécifique (pas d’interactions glaire cervicale-spermatozoïdes spécifiques au couple) Examens complémentaires : - Recherche d'une immunisation anti-spermatozoïdes chez la femme |